# 페르민 카초
페르민 카초 루이스(스페인어: Fermín Cacho Ruiz, 1969년 2월 16일 ~)는 스페인의 중거리달리기 선수로 1992년 바르셀로나 올림픽 1500m 금메달리스트였다.
소리아 주 아그레다에서 태어난 카초는 1500m 종목에서 부러운 경쟁적 기록을 가졌으나, 자신이 일치하는 특징을 산출한 자신의 경력의 후반까지 나타나지 않았다. 그는 1990년 유럽 실내 선수권에서 1500m 2위를 하면서 첫 성과를 거두고, 이듬해 세계 실내 선수권에서 누레딘 모르셀리에 밀려 또 다시 2위를 하였다.
바르셀로나 올림픽에서 카초는 심각한 금메달 위협에 숙고되지 않았으나 1500m 결승전은 건널목 걸음에 달려져 그는 마지막 바퀴에서 자신을 완벽하게 자세를 지어 금메달을 획득하는 데 자신의 라이벌들을 따라 잡았다.
1993년 세계 육상 선수권 대회에서 카초는 1500m 2위를 하였으나, 이듬해 유럽 선수권에서 1500m 타이틀을 우승하였다.
1996년 애틀랜타 올림픽에서 결승전은 모르셀리와 히샴 엘 게루주 사이로 숙고되었다. 3번째 바퀴의 경연에 접근하면서 모르셀리는 갑자기 쓰러진 엘 게루주를 앞서고 있었다. 카초는 마지막에서 모르셀리를 추격하였지만, 잡지 못하여 2위에 머물고 말았다.
1997년 세계 육상 선수권 대회에서 그는 다시 은메달을 따고, 그 시즌의 말기에 그는 결국 3분 28.95초의 기록으로 1500m 엘 게루주의 뒤로 밀려 2위를 할 때에 자신의 세계 클래스 시간으로 달릴 수 있었다.
1998년 유럽 선수권에서 동메달을 따고, 이듬해 열린 세계 육상 선수권 대회에서 4위에 그쳤다. 2000년 아킬레스건 부상을 당하여 자신의 경력을 끝냈다.